# ساردوری چهارم
ساردوری چهارم (ارمنی: Սարդուր IV نامعلوم-۵۹۵ پیش از میلاد) یکی از آخرین شاهان اورارتویی بود که بین سال‌های ۶۱۵ تا ۵۹۵ پیش از میلاد سلطنت کرد